# Ken Production
Ken Production (賢プロダクション?, Ken Purodakushon) è una società giapponese che rappresenta numerosi doppiatori nipponici. È stata fondata il 1º agosto 1984 dal doppiatore Kenji Utsumi.

## Doppiatori rappresentati
- Kei Hayami
- Akiko Hiramatsu
- Hyo-sei
- Minoru Inaba
- Yuka Inokuchi
- Shizuka Itō
- Yukiko Iwai
- Yūko Kaida
- Mika Kanai
- Shinji Kawada
- Suzuna Kinoshita
- Reiko Kiuchi
- Nobuyuki Kobushi
- Katsuyuki Konishi
- Yōichi Masukawa
- Megumi Matsumoto
- Hitomi Nabatame
- Naomi Nagasawa
- Toshihiko Nakajima
- Wasabi Mizuta
- Michiko Nomura
- Yoshino Ohtori
- Mitsuki Saiga
- Ai Satō
- Tomoyuki Shimura
- Fuyumi Shiraishi
- Chiharu Suzuka
- Kurumi Takase
- Kishō Taniyama
- Kenji Utsumi
- Satsuki Yukino
- Hiro Yūki
- Atsushi Abe